# Pernattia brevipennis
Pernattia brevipennis är en fjärilsart som beskrevs av Walker 1865. Pernattia brevipennis ingår i släktet Pernattia och familjen ädelspinnare. Inga underarter finns listade i Catalogue of Life.